# Панархия
Пана́рхия (от др.-греч. παν- «всё, все; включая всех членов группы» + ἀρχή «власть») — предложенная Полем Эмилем де Пюидом в 1860 году концепция формы правления, суть которой заключается в свободном выборе гражданами любой формы правления из спектра доступных в неком конфедеративном политическом образовании. Современные теоретики определяют панархию как нормативную политическую теорию, которая защищает нетерриториальные государства, основанные на реальных социальных договорах, которые явно согласовываются и подписываются между государствами и их потенциальными гражданами. Примером такого нетерриториального электронного государства может служить Bitnation.

## Происхождение слова
Оксфордский словарь английского языка причисляет существительное к «преимущественно поэтическим» со значением «универсального мира», ссылаясь на цитату Филиппа Джеймса Бейли: «звёздная панархия пространства». У прилагательного «панархический» (всеправящий) существуют более ранние свидетельства.

## Свободный выбор правительства
В своей статье 1860 года «Панархия» де Пюид, который также выразил поддержку экономике невмешательства (laissez-faire), применил эту концепцию к праву человека выбирать любую форму правления, не будучи вынужденным переезжать из своего нынешнего места жительства. Это иногда описывается как «экстерриториальная» форма правления, так как правительства часто будут обслуживать несмежные участки. Де Пюид писал:
А истина в том, что «правильной» свободы не бывает: будто человек всегда выбирает только между свободой и рабством. Каждый в этом деле сам себе судья, и решает он исходя из личных предпочтений. ....
Потому я требую, ради блага каждого человека, свободы объединения по предпочтениям и свободы деятельности по способностям. То есть полную свободу выбирать, в каких политических условиях жить и ничего более
.
Де Пюид описал, как такая система будет управляться:
Представляете, как работает отдел записи актов гражданского состояния? Следует всего лишь наделить его иной обязанностью и дать ему название, скажем, «Бюро политических союзов». Эта организация будет рассылать каждому сознательному гражданину декларацию для заполнения. Точно так же, как заполняются налоговые документы.
В ней будут такие вопросы:
Какая форма правления вам предпочтительна?
Выбор неограничен: монархия, демократия или что-либо другое.
Если монархия, то абсолютная или ограниченная? А если ограниченная, то насколько?
Думаю, вы предпочтёте конституционную.
Ваш ответ, каким бы он не был, будет занесён в специально предназначенную для этого учётную книгу. После внесения записи ваш статус изменится на королевского подданного или гражданина республики. Конечно, если вы вдруг не захотите отозвать свою декларацию согласно предписанному порядку.
Далее вы будете подчиняться только своему правительству — точно так, как бельгийским властям нет дела до прусского подданного.
Определение панархии было расширено до политической философии панархизма. Оно получило поддержку от анархистов или последователей либертарианства, в том числе особенно от Макса Неттлау в 1909 году и Джона Зубе.
Другие использовали фразу «мультиправительства», чтобы описать подобную систему. Ещё одна подобная идея — Функциональные, Перекрывающиеся и Конкурирующие Юрисдикции (ФПКЮ) продвигаемая Бруно С. Фреем и Рейнером Эйхенбергером.
В исследовании 1982 года учёный Дэвид Харт утверждал, что де Пюид, вполне возможно, был читателем работы бельгийского экономиста Густава де Молинари, который уже поднял в 1849 году идею «правительственной компетенции» в полиции и судах через частные охранные агентства.

## Мировое сообщество
Джеймс П. Сьюэлл и Марк Б. Солтер в своей статье 1995 года «Панархия и другие нормы глобального управления» определяют панархию как «всеобъемлющую, универсальную систему управления, в которой все могут принимать осмысленное участие». Они романтизируют этот термин, упоминая «игривого греческого бога Пана лесов и пастушеской безмятежности, надзирателя лесов, пастух пастухов и их стада. Таким образом, он означает архетипического управляющего благополучием биосферы».
Дэвид Ронфельдт и Джон Аркилла в своей работе о сетевой войне, которую они определяют как возникающую форму конфликта низкой интенсивности, преступности и активизма, говорят: «Замысел — это гетерархия, но также и то, что можно назвать „панархией“».
Пол Б. Харцог пишет в «Панархия: Управление в эпоху Сети»: «Панархия — это трансдисциплинарное исследование политической и культурной философии „сетевой культуры“. Основными актуальными областями для панархии являются мировая политика (международные отношения), политическая философия/теория и информационные технологии. Панархия также опирается на выводы теории информации/коммуникаций, экономику, социологию, сеть и комплексные системы».
В работе Пола Б. Харцога термин «панархия» возникает на пересечении трёх основных понятий: 1) экологии и комплексных систем, 2) технологии и 3) политики. «Пан» с точки зрения экологии опирается на греческого бога Пана как символ дикой и непредсказуемой природы. «Пан» с точки зрения технологии относится к персональной сети (персональная сеть — это взаимосвязь устройств информационных технологий в пределах диапазона отдельного человека), которая объединяет людей во взаимосвязанную глобальную социальную сеть. «Пан» с точки зрения политики ссылается на различие между «внутри/снаружи», и как система критериев для глобальной социальной сети не имеет наружности в эпоху глобальных испытаний и управлений.

## Общая теория систем
Теория систем — это междисциплинарная область науки, изучающая природу и процессы комплексных систем физических и социальных наук, также как и в области информационных технологий. Лэнс Гандерсон и К. С. Холлинг в своей книге «Панархия: Понимание трансформации в системе людей и природы» использовали этот термин, говоря:
Термин «панархия» был придуман как антитеза к слову иерархия(буквально, священные правила). Мы считаем, что панархия－ это система основ природы, на которую намекает имя греческого бога природы Пана.
Издатель описывает излагаемую в книге теорию таким образом:
Панархия, термин, разработанный для описания эволюционирующих иерархических систем с множеством взаимосвязанных элементов, предлагает новую важную основу для понимания и решения этой дилеммы. Панархия — это структура, в которой системы, включая системы природы (например, леса) и человека (например, капитализм), а также объединённые системы человека и природы (например, институты, регулирующие использование природных ресурсов, такие как лесная служба), взаимосвязаны в непрерывных адаптивных циклах роста, накопления, реструктуризации и обновления.
В «Панархии» Гандерсон и Холлинг пишут:
Кросс-масштабная, междисциплинарная и динамическая сущность теории привела нас к тому, что мы придумали для неё термин «панархия». Её основной целью является рационализация взаимодействия между изменениями и постоянством, между предсказуемым и непредсказуемым.